# Moritz Heidelbach
Moritz Heidelbach (* 8. Juni 1987 in Köln) ist ein deutscher Schauspieler.

## Leben
Moritz Heidelbach ist der Sohn des Film- und Fernsehregisseurs Kaspar Heidelbach. Er absolvierte nach seinem Abitur, das er 2006 ablegte, zunächst diverse Regiepraktika bei verschiedenen Film- und Fernsehproduktionen. Seit 2008 war er als Regieassistent unter anderem für die Krimireihe Tatort tätig. Nebenbei betätigte er sich als Filmregisseur und drehte eigene Kurzfilme.
Von August 2010 bis Februar 2014 absolvierte er seine Schauspielausbildung an der Schauspielschule der Keller in Köln. Bereits während seiner Ausbildung spielte er mehrere Theaterrollen.
In der Spielzeit 2012/13 trat Moritz Heidelbach zum ersten Mal am COMEDIA Theater in Köln auf; er spielte in dem Jugendstück Dunkles Land von Holger Schober einen jungen Mann, der Cobra genannt wird. Außerdem war er in Hasenland von Reihaneh Youzbashi Dizaij in der Rolle des Hamid zu sehen. 2013 trat er an den Wuppertaler Bühnen in der Uraufführung von Maurice Maeterlincks Das Leben der Ameisen in einer Inszenierung von Christian von Treskow auf. Mit dieser Produktion gastierte er 2013 auch am Schauspiel Köln. In der Spielzeit 2013/14 trat er am Theater der Keller in Köln in dem Stück Waisen von Dennis Kelly auf; er spielte Liam, den Bruder der weiblichen Hauptrolle Helen. Die Inszenierung wurde mit dem Kölner Theaterpreis 2013 ausgezeichnet. 2014 spielte er an den Wuppertaler Bühnen in der Uraufführung von Die Kleinen und die Niedrigen. In der Spielzeit 2015/16 trat er am Theater der Keller wieder als Liam in Waisen auf. In der Spielzeit 2016/17 gastierte er am Freien Werkstatt Theater Köln.
2016 erhielt er den Nachwuchspreis „Puck“ des 27. Kölner Tanz- und Theaterpreises.
Im Fernsehen wurde Heidelbach hauptsächlich in Krimiserien eingesetzt. Im Kölner Tatort: Keine Polizei (2011) hatte er eine Nebenrolle als Bilek, der Halter des gestohlenen Transportwagens. Im Thiel und Boerne-Tatort: Summ, Summ, Summ (2013) spielte er den stellvertretenden Hotelmanager Stefan Urkel.
In dem Fernsehfilm Besondere Schwere der Schuld (2014) von Kaspar Heidelbach spielte er neben Hanno Koffler und Moritz Vierboom die Rolle von Frankie, einem der drei Polizisten, die den entlassenen Straftäter Joseph Komalschek (Götz George) überwachen.
Außerdem übernahm er Rollen in verschiedenen Fernsehserien, insbesondere in den SOKO-Formaten des ZDF. In der 9. Staffel der ZDF-Krimiserie SOKO Stuttgart (2017) war Heidelbach in einer Episodenhauptrolle als Klosterbruder „Frater Anselm“ zu sehen. In der 10. Staffel der ZDF-Serie SOKO Stuttgart (2018) spielte Heidelbach erneut eine der Episodenhauptrollen als tatverdächtiger querschnittgelähmter Raumfahrt-Techniker Phil Bergner. In der 9. Staffel der Fernsehserie Familie Dr. Kleist (2019) übernahm Heidelbach eine der Episodenhauptrollen als Wartungstechniker bei einer Kranfirma, der auf einer Baustelle bewusstlos zusammenbricht.
2021 war er in der ZDF-Serie Bettys Diagnose in einer wiederkehrenden Rolle als Drogendealer Chris zu sehen. Im 77. Film der ZDF-Krimireihe Wilsberg, Fette Beute (2022), spielte er den tatverdächtigen Schreiner Robin Fürstenberg.
In der 9. Staffel der TV-Serie In aller Freundschaft – Die jungen Ärzte (2024) war er in der Rolle des erfindungsreichen Hobby-Landwirts Christopher Fromme zu sehen. In der 19. Staffel der ZDF-Serie Notruf Hafenkante (2024) übernahm er eine dramatische Episodenhauptrolle als Blumenhändler, der nach seiner Aufnahme in das Zeugenschutzprogramm sich und seine schwangere Verlobte vor seinen Verfolgern zu schützen sucht.
Als Sprecher war Heidelbach u. a. für den WDR und den Deutschlandfunk tätig. Heidelbach lebt in Köln.

## Filmografie (Auswahl)
- 1995: Hallo, Onkel Doc! (Fernsehserie)
- 2011: Tatort: Keine Polizei (Fernsehreihe)
- 2013: Tatort: Summ, Summ, Summ (Fernsehreihe)
- 2014: Der Bulle und das Landei: Von Mäusen, Miezen und Moneten (Fernsehreihe)
- 2014: Besondere Schwere der Schuld (Fernsehfilm)
- 2015: Tatort: Dicker als Wasser (Fernsehreihe)
- 2015: Suite française – Melodie der Liebe (Kinofilm)
- 2015: Feierabend (Kurzspielfilm; Hauptdarsteller/Drehbuch/Produzent/Regisseur)
- 2015: Club der roten Bänder: Sonnenschein (Fernsehserie)
- 2016: Alarm für Cobra 11 – Die Autobahnpolizei: Die Chefin (Fernsehserie)
- 2016: Tierärztin Dr. Mertens: Zuviel von allem (Fernsehserie)
- 2017: SOKO Stuttgart: Die Seele ist unsterblich (Fernsehserie)
- 2018: Tatort: Bausünden (Fernsehreihe)
- 2018: SOKO Leipzig: Blackout (Fernsehserie)
- 2018: Ein Fall für zwei: Bolognese Mortale (Fernsehserie)
- 2018: Rentnercops: Mord im Dunkeln (Fernsehserie)
- 2018, 2021: SOKO Stuttgart: Der Mann im Mars, Schatzsuche (Fernsehserie, zwei Folgen)
- 2018: SOKO Köln: Rocky (Fernsehserie)
- 2019: Triff … (Folge Triff Friedrich Schiller)
- 2019: Der Staatsanwalt: Rätselhafter Überfall (Fernsehserie)
- 2019: Dr. Klein: Fragen/Schlechtes Gewissen (Fernsehserie, zwei Folgen)
- 2019: Kommissar Dupin – Bretonische Geheimnisse (Fernsehreihe)
- 2019: Der Alte: Amalia (Fernsehserie)
- 2019: Familie Dr. Kleist: Aussetzer (Fernsehserie)
- 2020: Lassie – Eine abenteuerliche Reise (Kinofilm)
- 2020: Notruf Hafenkante: Aus für Eva (Fernsehserie)
- 2020: WaPo Bodensee: Hart am Wind (Fernsehserie)
- 2020: Der Bozen-Krimi: Zündstoff (Fernsehreihe)
- 2020/21: SOKO Donau (SOKO Wien): Die Ballade von Franz und Franzi (Fernsehserie)
- 2021: Bettys Diagnose (Fernsehserie, vier Folgen)
- 2021: SOKO Potsdam: Leben lassen (Fernsehserie)
- 2022: Wilsberg: Fette Beute (Fernsehreihe)
- 2024: In aller Freundschaft – Die jungen Ärzte: Meilensteine (Fernsehserie)
- 2024: Notruf Hafenkante: Neues Leben (Fernsehserie)
- 2024: Nelly und das Weihnachtswunder (Fernsehfilm)